# Реклю, Поль (анархист)
Поль Реклю (25 мая 1858 — 19 января 1941) — французский анархист.

## Ранние годы
Поль Реклю родился 25 мая 1858 года в Нёйи-сюр-Сен в семье Эли Реклю. После Парижской Коммуны, будучи подростком, он с родителями переехал в Цюрих, где оставался в течение шести лет. Реклю учился в Центральную школу Парижа с 1878 по 1881 год и следующие 13 лет работал инженером. В его браке 1885 года родилось четверо детей, среди которых был анархист Жак Реклю.

## Карьера
Реклю писал синдикалистскую пропаганду, будучи инженером на вокзале Бессеж, откуда он был уволен в 1886 году. Он сформировал анархистскую группу, в которой участвовало около 30 человек из района Алес (юг Франции). Реклю присутствовал на Международном анархистском конгрессе 1889 года в Париже, где выступал за индивидуальное мелиорацию как выражение пропаганды действием. Позже он писал, что воровство и работа во многом пересекаются, что в настоящее время работа не является честной, а воровство не является нечестным.
Он писал для анархистских изданий, включая La Plume, La Revue anarchiste и La Revue libertaire. Реклю писал «Восстание» Жана Грава в течение полугода, пока последний находился в тюрьме. Реклю также управлял двумя подписными фондами: для прессы и для семей заключенных.
Реклю пришел управлять новой фабрикой в Варанжевиле в 1892 году, но ушел, когда нанятые им анархисты, в том числе Дезире Пауэлс, были уволены. Его семья вернулась в Париж.
Анархист Огюст Вайян занял деньги у жены Реклю и написал Реклю письмо, в котором изложил свой план взрыва. После этого Реклю бежал из Парижа после ареста по подозрению в помощи Вайяна с химикатами. Впоследствии он вообще покинул Францию после того, как ему было предъявлено обвинение в «Процессе тридцати». Он взял псевдоним Жорж Гийон, модификацию имени друга, у которого Реклю позаимствовал юридические документы. Реклю прожил в Великобритании девять лет и познакомился с Кропоткиным, Малатестой и Черкесовым в Лондоне. Тем временем во Франции в 1894 году Реклю заочно судили и приговорили к 20 годам каторжных работ по умолчанию.
Реклю и его семья отправились в Шотландию в 1896 году, где он работал с географом-анархистом Патриком Геддесом, который руководил музеем человеческой географии в Эдинбургской башне Аутлук. Реклю преподавал в средней школе Пиблз недалеко от Эдинбурга в течение года в 1898 году. Они переехали в пригород Брюсселя, чтобы помочь дяде Реклю, Элизе Реклю, в публикации «Человек и Земля». После смерти Элизе в 1905 году Поль Реклю продолжил дело своего дяди. Три года спустя Реклю преподавал во Французском лицее в Брюсселе. Он получил разрешение вернуться во Францию от Жоржа Клемансо и неоднократно посещал Париж. Реклю был изгнан из своей брюссельской школы в 1913 году после того, как привел учеников в гости к Кропоткину. Он переехал во Францию в 1914 году, а во время Первой мировой войны он писал в «Батай», «Лёфей», «Бюллетень новых времен» Жана Грава и был подписантом «Манифеста шестнадцати».
Он переехал в Домм, где создал музей. Остаток своей жизни он провел за написанием научной биографии, преподаванием в шотландском колледже Монпелье и написанием анархистской пропаганды. Он выступал за либертарный коммунизм и участвовал во французском контингенте Международной антифашистской солидарности (SIA) в конце 30-х годов.
Реклю умер 19 января 1941 года в Монпелье.